# Fairford
Fairford – miasto i civil parish w Wielkiej Brytanii, w Anglii, w regionie South West England, w hrabstwie Gloucestershire, w dystrykcie Cotswold. W 2001 roku miasto liczyło 2960 mieszkańców. Fairford jest wspomniana w Domesday Book (1086) jako Fareforde.
W pobliżu miasta znajduje się baza lotnicza RAF Fairford.